# Mizuho (Kyoto)
Pour les articles homonymes, voir Mizuho.
Mizuho (瑞穂町, Mizuho-chō) est un ancien bourg de la préfecture de Kyoto, ayant existé jusqu'au 11 octobre 2005, date de sa fusion avec les bourgs de Tanba et de Wachi pour former le bourg de Kyōtamba. Il faisait partie du district de Funai.

## Géographie

### Topographie et hydrographie
Mizuho se trouve dans les terres hautes du Tamba (ja), à une altitude moyenne de 600 mètres, dans le cours supérieur de la rivière Haze (ja) (土師川), un affluent du fleuve Yura, le long duquel se trouve des vallées et des champs agricoles,. On trouve quelques centres urbanisés dans les quartiers d'Oboso (大朴村), Hashizume (橋爪村) et Wada (和田村) de l'ancien village de Hinokiyama.
Mizuho est au centre-ouest de la préfecture, au sud-ouest du nouveau bourg de Kyōtamba, dont il correspond au secteur éponyme, à la frontière avec la préfecture de Hyōgo.

### Villes limitrophes

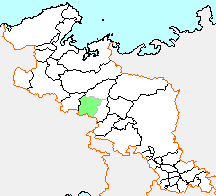
Localisation de Mizuho dans la préfecture de Kyoto (tracés territoriaux du 11 octobre 2005).

Entités territoriales limitrophes à la date de la fusion du 11 octobre 2005,,. À sa création le 1er avril 1951, Mizuho est entouré à partir de l'ouest, en sens horaire, des villages de Kawai (ja) (川合村) et d'Ubara (ja) (菟原村), tous deux du district d'Amata, des villages de Kamiwachi (ja) (上和知村), Shimowachi (ja) (下和知村) et Takahara (ja) (高原村) et du bourg de Shūchi (ja) (須知町), tous quatre du même district de Funai, et des villages d'Okumo (ja) (大芋村) et de Kusayama (ja) (草山村), tous deux du district de Taki, dans la préfecture voisine de Hyōgo,. Le 1er janvier 1955, Kusayama fusionne avec les villages de Minamikōchi (ja) (南河内村) et de Kitakōchi (ja) (北河内村) pour former le village de Nishikita (西北村), renommé Nishiki (ja) (西紀村) le même jour, tandis que le 31 mars, Ubara, Kawai et le village de Hosomi (ja) (細見村) fusionnent pour créer le village de Miwa (三和村), promu au rang de bourg le 1er avril 1956, alors que le 1er avril, Shimowachi et Kamiwachi fusionnent pour créer le bourg de Wachi (和知町), et Takahara et Shūchi fusionnent pour créer le bourg de Tanba (丹波町), et finalement, le 15 avril, Okumo fusionne avec deux autres villages pour former le village de Taki (ja) (多紀町),. Le 28 mars 1975, Taki, devenu bourg en 1960, est fusionné au bourg de Sasayama (篠山町). Le 1er avril 1999, c'est au tour de Nishiki, aussi devenu bourg en 1960, d'intégrer Sasayama, qui est conséquemment promu au rang de ville.

## Histoire
La région de Mizuho était cruciale pour la route du San'in (ja) (山陰街道), vers la province de Wakasa、avec notamment un poste relais à Hinokiyama (檜山). Le 1er avril 1889, à l'adoption de la loi municipale moderne (ja), les villages de Hinokiyama, Umeda, Sannomiya et Shitsumi sont créés dans le district de Funai.
Le village moderne de Mizuho (瑞穂村) est créé le 1er avril 1951 par la fusion de ceux de Hinokiyama (ja) (檜山村), Umeda (ja) (梅田村), Sannomiya (ja) (三ノ宮村) et Shitsumi (ja) (質美村),. Le 1er avril 1955, Mizuho est promu au rang de bourg,. Le 11 octobre 2005, après des ententes entérinées par l'ouverture d'un comité le 1er avril 2004, Mizuho fusionne avec les bourgs de Tanba (丹波町) et de Wachi (和知町), créant le bourg de Kyōtamba (京丹波町),, qui signifie « Tamba-Kyoto ».

## Éducation
On y trouve une école primaire, celle de Mizuho.

## Économie
L'économie de Mizuho est principalement tournée vers l'agriculture et la sylviculture, avec notamment la culture du marron du Tamba (ja), du champignon matsutaké et de l'haricot azuki de type Tamba dainagon. La riziculture et l'élevage de volaille sont aussi des activités économiques importantes à Mizuho.

## Culture et patrimoine
On y trouve la grotte de Shizushi (ja) (質志鍾乳洞) au nord-ouest et le centre de plein-air Greenland Mizuho (ja).

## Transports
Mizuho n'est pas desservi par les chemins de fer, mais est accessible par les lignes de la West Japan JR Bus Company (ja), depuis la ligne Sonobe-Hinokiyama-Fukuchiyama, et par le service d'autobus de Mizuho (瑞穂町町営バス), devenu le réseau d'autobus municipal de Kyōtamba (ja) après la fusion.
Les routes nationales 9 (ja) et 173 (ja) passent par Mizuho.

## Jumelages
- Futaba (双葉町), préfecture de Fukushima, signé le 21 mai 1970[12], et renouvelé le 11 mai 2006 entre Kyōtamba et Futaba après la fusion[13]